# سیارک ۱۷۱۱۹
سیارک ۱۷۱۱۹ (به انگلیسی: 17119 Alexisrodrz، نامگذاری:1999JP59) هفده هزار و صد و نوزدهمین سیارک کشف شده‌است که در ۱۰ مه ۱۹۹۹ کشف شد.
قدر مطلق سیارک برابر ۱۷.۰ است.